# Federacja Holenderskich Związków Zawodowych
Federacja Holenderskich Związków Zawodowych (niderl. Federatie Nederlandse Vakbeweging, FNV) – holenderska centrala związkowa działająca od 1976. Największe zrzeszenie związków zawodowych na terenie Holandii, zrzesza ok. 1 000 000 osób.

## Charakterystyka
Centrala powstała w 1976 z połączenia Holenderskiej Katolickiej Federacji Związków Zawodowych (NKV) i socjaldemokratycznej Holenderskiej Konfederacji Związków Zawodowych (NVV).
FNV jest członkiem Europejskiej Konfederacji Związków Zawodowych (ETUC) i Międzynarodowej Konfederacji Związków Zawodowych (ITUC).